# رايشزوهر الأسود
رايشزوهر الأسود ((بالألمانية: Schwarze Reichswehr)‏) كان الاسم الغير قانوني لإحدى مجموعات فايمار شبه العسكرية والتي روج لها الريسوفير (الجيش الألماني) خلال فترة جمهورية فايمار، وقد أنشئ على الرغم من القيود التي تفرضها معاهدة فرساي. تم حل المنظمة السرية في عام 1923 على أثر فشل انقلاب كوسترين.

## القيود المفروضة على القوات العسكرية الألمانية بعد الحرب العالمية الأولى
حدت معاهدة فرساي من أعداد الجيش الألماني إلى سبعة أقسام من المشاة وثلاثة من سلاح الفرسان، لما مجموعه 100.000 رجل، وما لا يزيد عن 4.000 ضابط. وكان التجنيد ممنوعاً، ولم يتمكن الموظفون المدنيون العاملون في مجال حماية الغابات والتفتيش الجمركي والواجبات الرسمية الأخرى من تلقي التدريب العسكري. كان من المفترض أن يكون الجيش مكرسًا حصريًا للحفاظ على النظام داخل الأراضي الألمانية والسيطرة على الحدود. كما حظرت المعاهدة بناء الطائرات والمدفعية الثقيلة والغواصات والسفن التجارية والدبابات، وإنتاج المواد اللازمة للحرب الكيميائية.
كانت القوات البحرية تقتصر على 15.000 رجل، وعلاوة على ذلك، حددت المعاهدة أن البحرية لا يمكن أن تزيد عن ست سفن حربية لا يزيد وزنها على 10.000 طن، وستة طرادات (إزاحة 6.000 طن)، وست مدمرات (800 طن إزاحة)، و 12 قارب طوربيد (200 طن إزاحة)، و أن هذه السفن يمكن استبدالها فقط بعد عشرين سنة لأول فئتين من السفن، وبعد خمسة عشر عاما، بالنسبة لفئات السفن المتبقية. المادة 191 تحظر على وجه التحديد إنتاج أو الحصول على الغواصات. كما تحظر المعاهدة تصنيع واستيراد وتصدير الأسلحة والغازات السامة.
وللحفاظ على هذه القيود، أنشأت المعاهدة لجنة عسكرية للحلفاء، كانت مهمتها مراقبة النشاط العسكري الألماني، والمعروفة باسم حكومات القوى الحليفة والمرتبطين بها.